# قهرمانان یکشنبه
قهرمانان یکشنبه (ایتالیایی: Gli eroi della domenica) یک فیلم در سبک درام به کارگردانی ماریو کامرینی است که در سال ۱۹۵۳ منتشر شد.

### داستان فیلم:
جینو بردی یک مهاجم وسط در تیم فوتبال در آستانه سقوط به دسته دوم است. دقیقاً قبل از یک مسابقه بسیار مهم، دختری که با او رابطه دارد به او پیشنهاد تقلب می‌کند. اما جینو این پیشنهاد را رد کرده و مانند یک آماتور شروع به بازی می‌کند. این در حالی است که عده‌ای به او مشکوک شده بودند.

## بازیگران
- رف ولونه
- مارچلو ماسترویانی
- کوستا گرکو
- پائولو استوپا
- فرانکو اینترلنگی
- انریکو ویاریزیو
- ارنو کریسا
- ماریزا مرلینی
- گالئاتسو بنتی
- گولی‌یلمو بارنابو
- سزار فانتونی
- ویتوریو پوتزو
- النا وارتزی
- فرانکا تامانتینی
- جووانا اسکوتو
- ساندرو روفینی